# Eddie Redmayne
Edward John David Redmayne (Westminster, Londres, 6 de enero de 1982) es un actor británico. Conocido principalmente por su papel en películas biográficas, ha recibido varios reconocimientos.
Comenzó su carrera como actor profesional en el teatro del West End antes de hacer su debut en la pantalla en 1996 con apariciones televisivas como invitado. Sus primeras películas fueron Like Minds (2006), The Good Shepherd (2006) y Elizabeth: The Golden Age (2007). En el escenario, Redmayne protagonizó las producciones Red de 2009 a 2010 y Richard II de 2011 a 2012. La primera le valió el Premio Tony al Mejor Actor de Reparto en una Obra y el Premio Laurence Olivier al Mejor Actor de Reparto. Su avance cinematográfico se produjo con los papeles de Colin Clark en la película biográfica My Week with Marilyn (2011) y Marius Pontmercy en el musical Les Misérables (2012).
Redmayne obtuvo nominaciones consecutivas al Premio de la Academia al Mejor Actor por sus interpretaciones del físico Stephen Hawking en The Theory of Everything (2014) y de la artista transgénero Lili Elbe en The Danish Girl (2015), ganando por el primero. De 2016 a 2022, interpretó a Newt Scamander en la serie de películas Fantastic Beasts y de 2021 a 2022 protagonizó una producción de Cabaret, ganando el premio Laurence Olivier al mejor actor en un musical. También interpretó a Tom Hayden en The Trial of the Chicago 7 (2020) y a Charles Cullen en The Good Nurse (2022).

## Biografía
Edward John David Redmayne nació el 6 de enero de 1982 en Westminster, Londres. Su madre, Patricia (de soltera Burke), dirige un negocio de mudanzas y su padre, Richard Redmayne, es un hombre de negocios en finanzas corporativas. Su bisabuelo paterno fue Sir Richard Redmayne (1865-1955), ingeniero civil y de minas. Tiene un hermano mayor, el jugador de críquet James Redmayne, un hermano menor y un medio hermano mayor, Charlie Redmayne, director ejecutivo de la división británica de la editorial HarperCollins y media hermana. Desde los 10 años, Redmayne asistió a la Jackie Palmer Stage School, donde encontró su amor por la actuación y el canto, junto a James Corden. 
Redmayne asistió al Eton College y posteriormente estudió historia del arte en el Trinity College de Cambridge, en donde se graduó en 2003. 
Actuó con el teatro National Youth Music y realizó su debut profesional en la obra Noche de reyes, en el Middle Temple Hall en 2002.
Además, ganó el premio al actor revelación en los premios Evening Standard de 2004 por su actuación en la obra de Edward Albee, La cabra o ¿quién es Sylvia?  Fue nominado en la misma categoría en los premio Olivier. También obtuvo el premio al actor revelación en los premios Critics' Circle Theatre de 2005. Asimismo, apareció en la miniserie de la BBC, Tess of the D'Urbervilles interpretando a Angel Clare. En 2008 trabajó como modelo de la casa de ropa Burberry. Y en 2012 fue imagen de la campaña de la marca junto con la modelo Cara Delevigne (ambas campañas realizadas por Mario Testino) En 2010 ganó el premio Tony al mejor actor destacado en una obra de teatro por la obra Red. Además participó en la serie Los pilares de la Tierra, donde interpretó a Jack Jackson. 
En enero de 2012, la BBC estrenó la adaptación cinematográfica de la novela Birdsong protagonizada junto con la actriz Clemènce Poèsy. 
En 2012 actuó en la película musical Los miserables, donde interpretó a Marius Pontmercy, y en 2014 protagonizó La teoría del todo, donde su interpretación del físico Stephen Hawking lo hizo acreedor del Premio Óscar a mejor actor. En 2015 interpretó el doble rol de Einar Wegener/Lili Elbe en La chica danesa. En junio de ese mismo año se confirmó que interpretaría al personaje de Newt Scamander en la adaptación cinematográfica del libro Animales fantásticos y dónde encontrarlos, perteneciente a la trama literaria de Harry Potter.
En 2016 fue condecorado con una medalla de la Orden del Imperio Británico, de la mano de la Reina Isabel II.
En julio de 2017, Warner Bros hizo público que se inició el rodaje de la segunda parte de Animales fantásticos y donde encontrarlos, Animales fantásticos: Los crímenes de Grindelwald, cuya acción transcurre en 1927 en la ciudad de París. La película se estrenó el 16 de noviembre de 2018.
Durante la promoción que se llevó a cabo por Estados Unidos de la película "El Cavernícola", confirmó que comenzaría a grabar The Aeronauts en verano de 2018 junto a Felicity Jones.
Se especula que interpretará al Dr. Reed Richards/Sr. Fantástico en la próxima película de Los 4 Fantásticos en el Universo Cinematográfico de Marvel.
Después de terminar el rodaje de la tercera parte de la saga Animales Fantásticos, Eddie comenzó a rodar durante los meses de abril a junio de 2021 la película de "The good nurse" junto con la actriz Jessica Chastain, esta película se estrenó en la plataforma Netflix, cuenta la historia real de Charlie Cullen asesino a sueldo que mato a más de 300 personas durante su etapa como enfermero en varios hospitales de Estados Unidos.
El 15 de noviembre estrena una nueva versión del musical Cabaret junto con la actriz Jessie Bucley, en ella Redmayne interpretará al maestro de ceremonias Emcee, papel que ya interpretó en el festival de teatro de Edimburgo 20 años antes, será el regreso a los escenarios del actor después de más de una década en la que ha estado más dedicado al mundo del cine. Aparte de protagonizar la obra se cree que Redmayne puede tener un papel importante dentro de la producción de la obra

## Vida personal

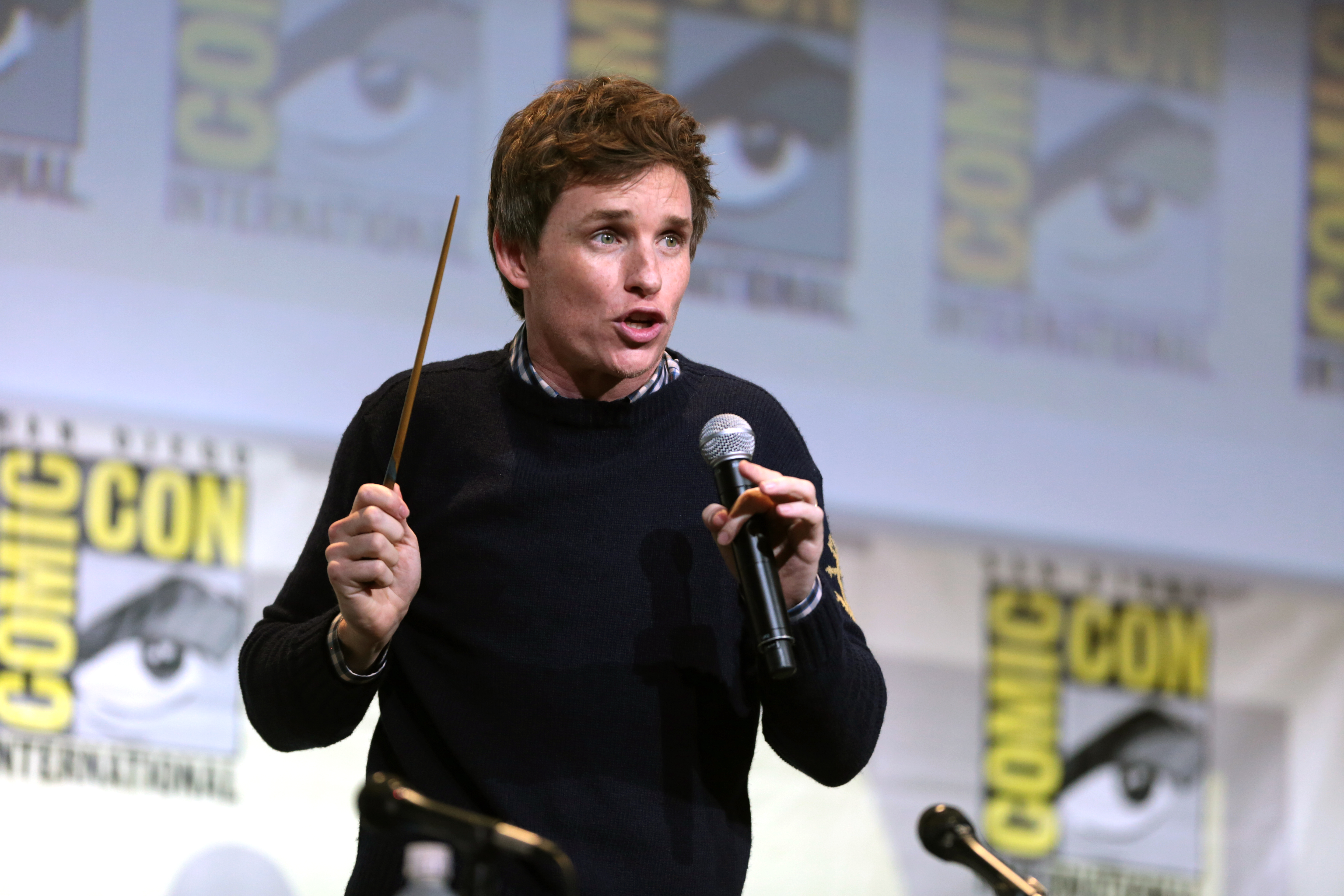
Eddie Redmayne hablando sobre la película "Bestias Fantásticas y dónde encontrarlas" durante el Comic Con de San Diego de 2016 en el Centro de Convenciones de San Diego, California, Estados Unidos. Por favor, atribuir la fotografía a Gage Skidmore.

Redmayne y su esposa Hannah Bagshawe se conocieron en la escuela de mujeres donde asistía Hannah, pues el actor fue a dar un desfile de modelaje y fue ahí donde se hicieron amigos. Después de 12 años de amistad, Redmayne se casó con Hannah el 15 de diciembre de 2014. Su hija, Iris Mary Redmayne, nació el 15 de junio de 2016, y su hijo, Luke Richard Redmayne, el 10 de marzo de 2018.

## Filmografía

### Cine
| Año  | Título                                                | Papel                   | Notas |
| ---- | ----------------------------------------------------- | ----------------------- | ----- |
| 2006 | Like Minds                                            | Alex Forbes             |       |
| 2006 | El buen pastor                                        | Edward Jr.              |       |
| 2007 | Savage Grace                                          | Antony Baekeland        |       |
| 2007 | Elizabeth: la edad de oro                             | Anthony Babington       |       |
| 2008 | The Yellow Handkerchief                               | Gordy                   |       |
| 2008 | The Other Boleyn Girl                                 | William Stafford        |       |
| 2009 | Powder Blue                                           | Qwerty Doolittle        |       |
| 2009 | Glorious 39                                           | Ralph Keyes             |       |
| 2010 | Black Death                                           | Osmund                  |       |
| 2011 | Hick                                                  | Eddie Kreezer           |       |
| 2011 | My Week with Marilyn                                  | Colin Clark             |       |
| 2012 | Los miserables                                        | Marius Pontmercy        |       |
| 2014 | La teoría del todo                                    | Stephen Hawking         |       |
| 2015 | El destino de Júpiter                                 | Balem Abrasax           |       |
| 2015 | Thomas & Friends: Sodor's Legend of the Lost Treasure | Ryan                    | Voz   |
| 2015 | La chica danesa                                       | Einar Wegener/Lili Elbe |       |
| 2016 | Animales fantásticos y dónde encontrarlos             | Newt Scamander          |       |
| 2018 | Early Man                                             | Dug                     | Voz   |
| 2018 | Animales fantásticos: Los crímenes de Grindelwald     | Newt Scamander          |       |
| 2019 | The Aeronauts                                         | James Gleisher          |       |
| 2020 | The Trial of the Chicago 7                            | Tom Hayden              |       |
| 2022 | Animales fantásticos: Los secretos de Dumbledore      | Newt Scamander          |       |
| 2022 | The Good Nurse                                        | Charlie Cullen          |       |

### Televisión
| Año  | Título                    | Papel                   | Notas                               |
| ---- | ------------------------- | ----------------------- | ----------------------------------- |
| 1998 | Animal Ark                | John Hardy              | Episodio: "Bunnies in the Bathroom" |
| 2003 | Doctors                   | Rob Huntley             | Episodio: "Crescendo"               |
| 2005 | Elisabeth I               | The Earl of Southampton | Episodio: "Southampton"             |
| 2008 | Tess of the D'Urbervilles | Angel Clare             | 4 episodios                         |
| 2010 | Los pilares de la Tierra  | Jack Jackson            | 8 episodios                         |
| 2012 | Birdsong                  | Stephen Wraysford       | 2 episodios                         |
| 2024 | The Day of the Jackal     | Chacal                  | 10 episodios                        |

### Teatro
| Año         | Título                       | Papel                    | Teatro                                 | Notas                                |
| ----------- | ---------------------------- | ------------------------ | -------------------------------------- | ------------------------------------ |
| 2002        | Noche de reyes               | Viola                    | The Globe                              | Producción para el 400.º aniversario |
| 2003        | Master Harold...and the Boys | Master Harold            | Everyman Theatre                       |                                      |
| 2004        | La cabra o ¿quién es Sylvia? | Billy                    | Almeida Theatre                        |                                      |
| 2004        | Hecuba                       | Polidoro                 | Donmar Warehouse                       |                                      |
| 2007        | Now or Later                 | John Jr.                 | Royal Court Theatre                    |                                      |
| 2009–2010   | Red                          | Ken                      | Donmar Warehouse / John Golden Theatre |                                      |
| 2011–2012   | Ricardo II                   | Ricardo II de Inglaterra | Donmar Warehouse                       |                                      |
| 2021 - 2022 | Cabaret                      | Emcee                    | Play house theatre- Kit kat club       | Finaliza el 21 de marzo              |

## Premios y nominaciones
Premios Óscar
| Año  | Categoría   | Película           | Resultado |
| ---- | ----------- | ------------------ | --------- |
| 2015 | Mejor actor | La teoría del todo | Ganador   |
| 2016 | Mejor actor | La chica danesa    | Nominado  |

Globos de Oro
| Año  | Categoría                 | Película              | Resultado |
| ---- | ------------------------- | --------------------- | --------- |
| 2014 | Mejor actor - Drama       | La teoría del todo    | Ganador   |
| 2015 | Mejor actor - Drama       | La chica danesa       | Nominado  |
| 2022 | Mejor actor de reparto    | El ángel de la muerte | Nominado  |
| 2025 | Mejor actor serie - Drama | Chacal                | Nominado  |

Premios BAFTA
| Año  | Categoría                             | Película           | Resultado |
| ---- | ------------------------------------- | ------------------ | --------- |
| 2012 | Premio Orange a la estrella emergente |                    | Nominado  |
| 2014 | Mejor actor                           | La teoría del todo | Ganador   |
| 2015 | Mejor actor                           | La chica danesa    | Nominado  |

Sindicato de Actores
| Año  | Categoría                  | Película                      | Resultado |
| ---- | -------------------------- | ----------------------------- | --------- |
| 2012 | Mejor reparto              | Los miserables                | Nominado  |
| 2014 | Mejor actor                | La teoría del todo            | Ganador   |
| 2014 | Mejor reparto              | La teoría del todo            | Nominado  |
| 2015 | Mejor actor                | La chica danesa               | Nominado  |
| 2020 | Mejor reparto              | El juicio de los 7 de chicago | Ganador   |
| 2025 | Mejor actor de serie-Drama | Chacal                        | Pendiente |
| 2025 | Mejor reparto serie-Drama  | Chacal                        | Pendiente |

Crítica Cinematográfica
| Año  | Categoría                  | Película                      | Resultado |
| ---- | -------------------------- | ----------------------------- | --------- |
| 2012 | Mejor reparto              | Los miserables                | Nominado  |
| 2014 | Mejor actor                | La teoría del todo            | Nominado  |
| 2015 | Mejor actor                | La chica danesa               | Nominado  |
| 2020 | Mejor reparto              | El juicio de los 7 de Chicago | Ganador   |
| 2025 | Mejor actor de serie-Drama | Chacal                        | Nominado  |

Satellite
| Año  | Categoría              | Película              | Resultado |
| ---- | ---------------------- | --------------------- | --------- |
| 2012 | Mejor actor de reparto | Los miserables        | Nominado  |
| 2014 | Mejor actor            | La teoría del todo    | Nominado  |
| 2015 | Mejor actor            | La chica danesa       | Nominado  |
| 2022 | Mejor actor de reparto | El ángel de la muerte | Nominado  |

Premios Tony
| Año  | Categoría                                    | Trabajo | Resultado |
| ---- | -------------------------------------------- | ------- | --------- |
| 2010 | Mejor actor de reparto en una obra de teatro | Red     | Ganador   |

### Otros reconocimientos
| Año  | Premio                                         | Categoría                          | Trabajo                                   | Resultado |
| ---- | ---------------------------------------------- | ---------------------------------- | ----------------------------------------- | --------- |
| 2017 | Empire Magazine                                | Mejor actor                        | Animales fantásticos y donde encontrarlos | Ganador   |
| 2015 | Golden Raspberry                               | Peor actor secundario              | El destino de Jupiter                     | Ganador   |
| 2014 | Asociación de Críticos de Cine de Chicago      | Mejor actor                        | La teoría del todo                        | Nominado  |
| 2014 | San Diego Film Critics Society                 | Mejor actor                        | La teoría del todo                        | Nominado  |
| 2014 | Detroit Film Critics Society                   | Mejor actor                        | La teoría del todo                        | Nominado  |
| 2014 | London Film Critics' Circle                    | Actor del año                      | La teoría del todo                        | Nominado  |
| 2014 | London Film Critics' Circle                    | Actor británico del año            | La teoría del todo                        | Nominado  |
| 2014 | Críticos de Cine en línea de Nueva York        | Mejor actor                        | La teoría del todo                        | Ganador   |
| 2014 | Tallinna Pimedate Ööde Filmifestival           | Mejor actor                        | La teoría del todo                        | Ganador   |
| 2014 | Hollywood Film Awards                          | Mejor actor revelación             | La teoría del todo                        | Ganador   |
| 2014 | Dallas-Fort Worth Film Critics Association     | Mejor actor                        | La teoría del todo                        | Nominado  |
| 2014 | San Francisco Film Critics Circle              | Mejor actor                        | La teoría del todo                        | Nominado  |
| 2014 | Florida Film Critics Circle                    | Mejor actor                        | La teoría del todo                        | Nominado  |
| 2014 | Sociedad de Críticos del cine de Houston       | Mejor actor                        | La teoría del todo                        | Nominado  |
| 2014 | Washington D. C. Area Film Critics Association | Mejor actor                        | La teoría del todo                        | Nominado  |
| 2012 | Washington D. C. Area Film Critics Association | Mejor reparto                      | Los miserables                            | Ganador   |
| 2012 | National Board of Review                       | Mejor reparto                      | Los miserables                            | Ganador   |
| 2012 | Evening Standard British Film Awards           | Mejor actor                        | Los miserables                            | Nominado  |
| 2012 | MTV Movie Awards                               | Mejor actuación revelación         | Los miserables                            | Nominado  |
| 2012 | Premios Phoenix Film Critics Society           | Mejor reparto                      | Los miserables                            | Nominado  |
| 2012 | Sociedad de Críticos de San Diego              | Mejor reparto                      | Los miserables                            | Nominado  |
| 2012 | Teen Choice Awards                             | Mejor actor en película de romance | Los miserables                            | Nominado  |
| 2012 | Teen Choice Awards                             | Mejor actor revelación             | Los miserables                            | Nominado  |
| 2011 | Premio del Critics' Circle Theatre             | Mejor actuación de Shakespeare     | Ricardo II                                | Ganador   |
| 2010 | Premio Laurence Olivier                        | Mejor actor secundario - Drama     | Red                                       | Ganador   |